# في الرحم
في الرحم (باللاتينية: In utero) هو عبارة لاتينية تعني حرفيا «في الرحم». ويستخدم المصطلح في علم الأحياء، لوصف حالة من الجنين أو الجنين الحي.

## اقرأ أيضا
- في السيليكون
- خارج الحيوية
- في الحيوية
- في الموقع